# Rubén Rodríguez
Rubén Rodríguez León (New York, 5 agosto 1953) è un ex cestista portoricano.

## Carriera
Con Porto Rico ha disputato due edizioni dei Giochi olimpici (Monaco 1972, Montréal 1976) e due dei Campionati mondiali (1974, 1978).